# ینگل (دهانه)
ینگل یک دهانه برخوردی در ماه‌ است.